# Muisbeertje
Het muisbeertje (Pelosia muscerda) is een nachtvlinder uit de familie van de spinneruilen (Erebidae), onderfamilie beervlinders (Arctiinae). De voorvleugellengte bedraagt tussen de 13 en 16 millimeter. De soort komt verspreid over het Palearctisch gebied voor. Het muisbeertje heeft een voorkeur voor natte gebieden als habitat. Hij overwintert als rups.

## Waardplanten
Het muisbeertje heeft als waardplanten korstmossen en algen.

## Voorkomen in Nederland en België
Het muisbeertje is in Nederland en België een algemene soort, die verspreid over het hele gebied kan worden gezien. De vlinder kent één generatie die vliegt van halverwege juni tot halverwege september. Soms is er een (partiële) tweede generatie.